# Weißbart-Seeschwalbe
Die Weißbart-Seeschwalbe (Chlidonias hybrida; Syn.: Chlidonias hybridus) ist eine Vogelart aus der Familie der Seeschwalben (Sternidae).

## Beschreibung
Die Weißbart-Seeschwalbe wird zwischen 24 und 28 Zentimeter lang und hat eine Spannweite von bis zu 63 Zentimetern. Im Vergleich zu anderen Sumpfseeschwalben ist sie größer, hochbeiniger und hat eine steifere Flugweise.
Im Prachtkleid sind Bauch und Brust dunkelgrau und Schnabel und Beine rot.
Im Schlichtkleid (Herbst oder Winter) ist der Hinterscheitel dünn schwarz gestrichelt und hinter dem Auge erscheint ein schwarzer Fleck.
Bürzel und Schwanz werden im Jugendkleid hellgrau. Der Rücken ist dann kräftig gelbbraun gemustert.
Das erste Winterkleid sieht dem Schlichtkleid ähnlich, jedoch haben die Flügel nun dunkle Armschwingen und der Schwanz gleicht dem aus dem Jugendkleid.

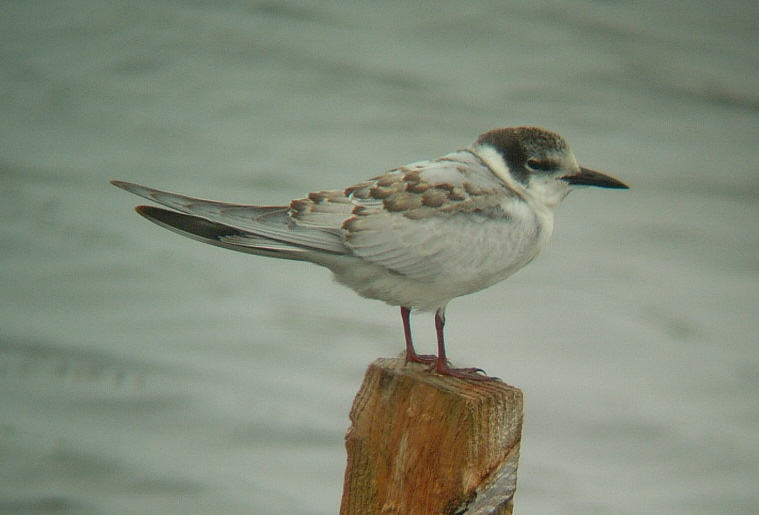
Erstes Winterkleid

## Lebensweise

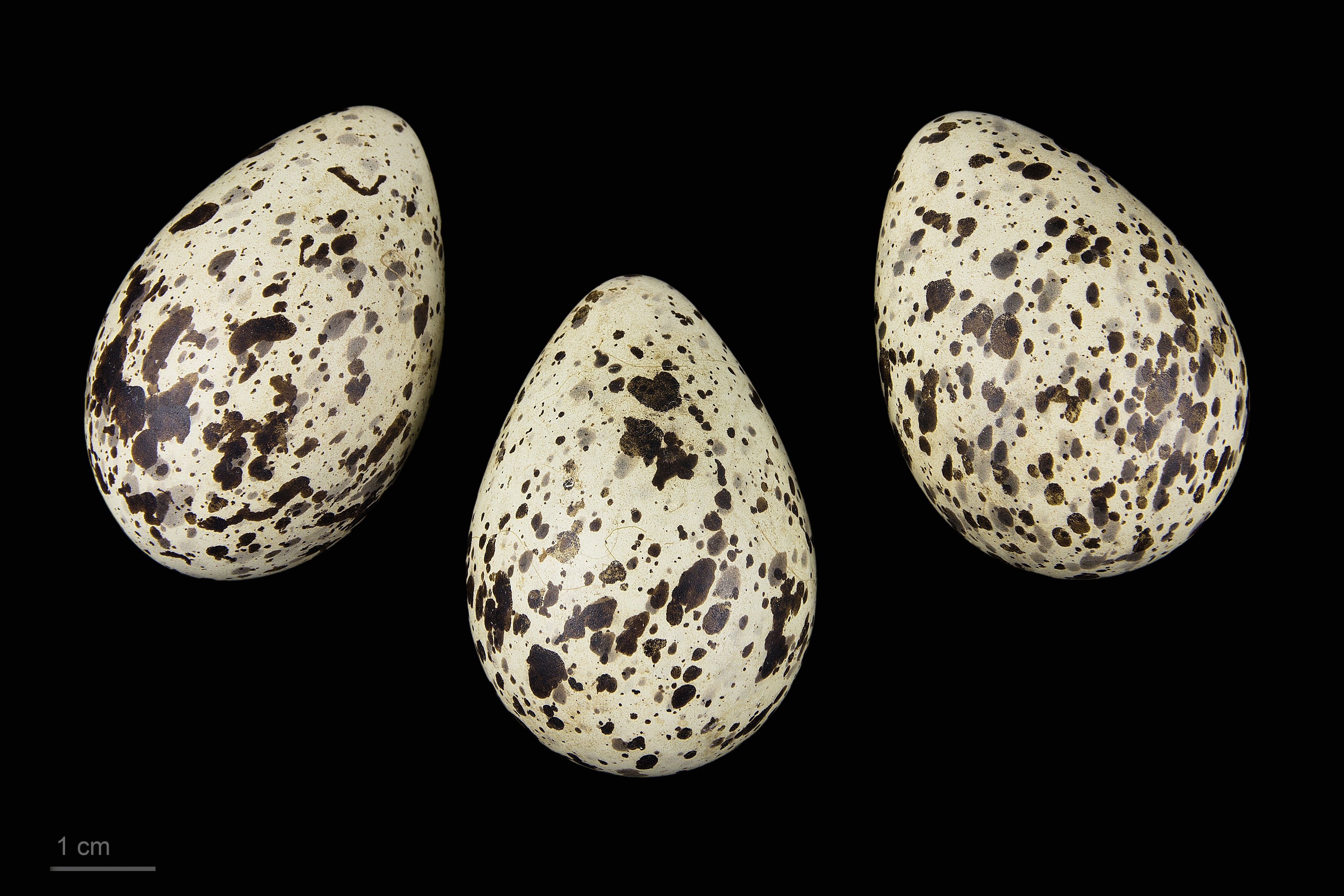
Weißbart-Seeschwalbe: Eier der Unterart Chlidonias hybrida hybrida

Die Weißbartseeschwalbe ist ein Zugvogel. Sie ruft laut und hölzern krrrk und zweisilbig ki-ik. Der Klang erinnert an den des Wachtelkönigs. Ihre Beutetiere, vorwiegend Insekten und seltener Fische, pickt sie im Flug von der Wasseroberfläche. Die Seeschwalbe brütet in Kolonien an schlammigen Seen, Flüssen und Sümpfen oft zusammen mit der Trauerseeschwalbe. Das Nest besteht aus Pflanzenteilen und wird in der Ufervegetation oder auf Inseln errichtet. Das Weibchen legt im Mai drei (selten zwei) beige, grünschattierte und dunkel gefleckte Eier. Das Gelege wird von beiden Geschlechtern 18 Tage lang bebrütet. Die Jungvögel sind Ende Juli flügge, bekommen aber noch weiterhin Nahrung von ihren Eltern.

## Lebensraum und Verbreitung

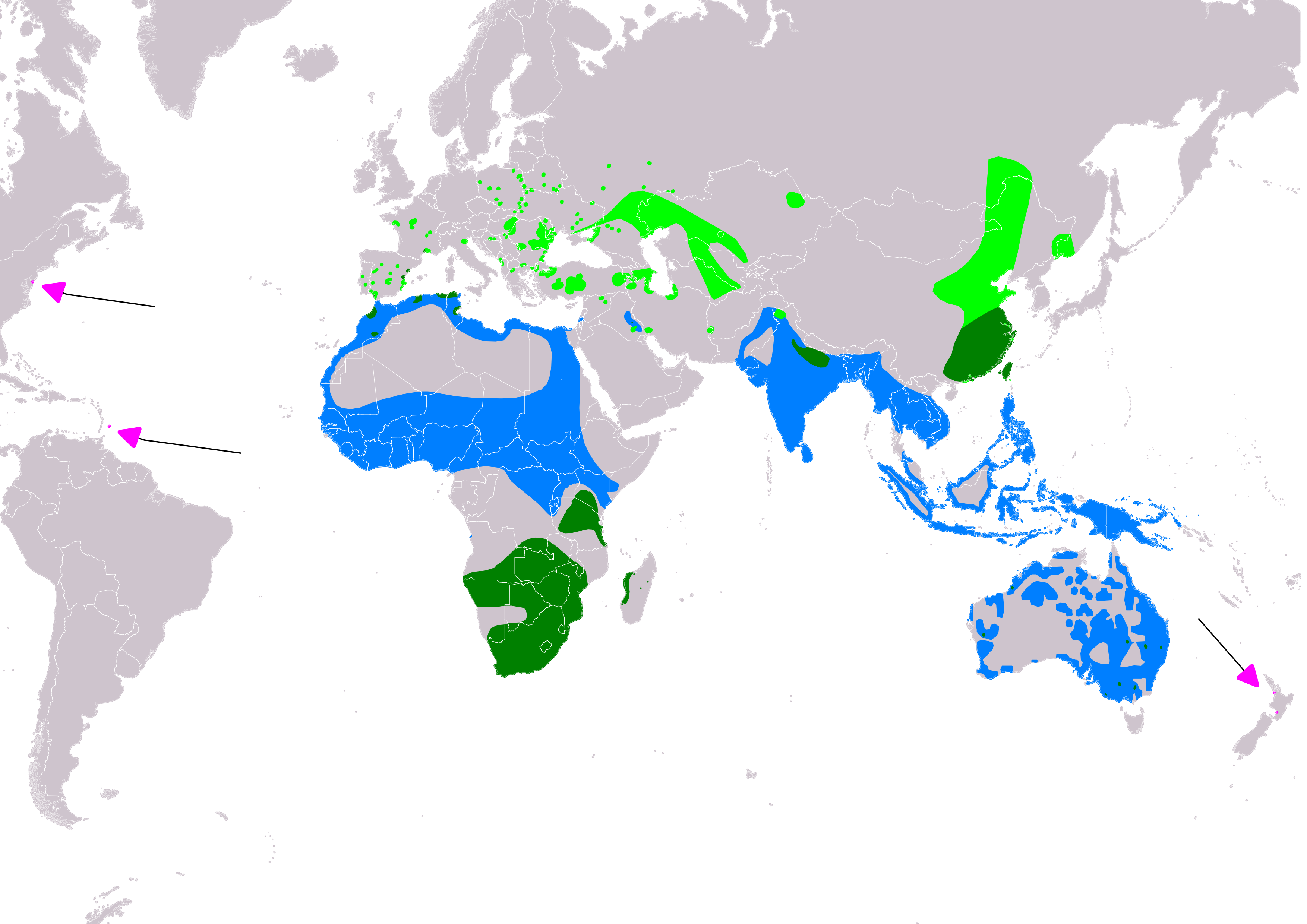
Verbreitung der Weißbart-Seeschwalbe:
Brutgebiete
Ganzjähriges Vorkommen
Überwinterungsgebiete
Streifzüge (Saisonalität unsicher)

Die Weißbartseeschwalbe lebt an reichlich bewachsenen Gewässern in Europa und Vorderasien. Sie kommt im Norden vom Aralsee über das Kaspische Meer bis zum Schwarzen Meer vor, im Süden ist sie von Pakistan bis zur Arabischen Halbinsel anzutreffen. In Europa gibt es sie in Belarus, im südlichen Teil der Ukraine, in Albanien, in der Türkei, in Nordgriechenland, Rumänien, Bulgarien, Südspanien, Süd- und Westfrankreich und in der Po-Ebene in Italien. Diese Art zieht im Juli nach Afrika und kommt Ende April oder Anfang Mai wieder in ihre Brutgebiete.

## Unterarten
Es sind drei Unterarten bekannt:
- Chlidonias hybrida hybrida (Pallas, 1811)[2] kommt vom Binnenland Nordafrikas, dem südwestlichen sowie zentralen Europa über Zentralasien (Region am Kaspischen Meer und Amudarja), Kaschmir und unregelmäßig auf der Ganges Ebene bis in die westliche und zentrale Mongolei, den Baikalsee und den Chankasee sowie das östliche China vor.
- Chlidonias hybrida delalandii (Mathews, 1912)[3] ist im Binnenland Zentralkenia bis ins südliche Afrika und das westliche Madagascar verbreitet.
- Chlidonias hybrida javanicus (Horsfield, 1821)[4] kommt im Binnenland Australiens ohne Tasmanien vor.

## Schutzstatus
Die Weißbart-Seeschwalbe ist nach Anhang I der EU-Vogelschutzrichtlinie (RL 79/409/EWG) besonders geschützt.

## Belege